# The Quest (band)
The Quest is een Belgische dance-act, bestaande uit producers Bart Wierzbicki, Sigi Rousseau en Pieter-Jan Verachtert en zangeres Maaike Moens.
De groep ontstond in samenwerking met het TOPradio-programma V-Quest van presentator Bjorn Verhoeven en bracht in 2001 twee singles uit, Trying to Get Out en On Top.

## Discografie

### Singles
| Single met hitnotering(en) in de Vlaamse Ultratop 50 | Datum van verschijnen | Datum van binnenkomst | Hoogste positie | Aantal weken | Opmerkingen |
| ---------------------------------------------------- | --------------------- | --------------------- | --------------- | ------------ | ----------- |
| Trying to Get Out                                    | 2001                  | 25-08-2001            | 21              | 7            |             |
| On Top                                               | 2001                  | 22-12-2001            | 41              | 6            |             |